# Аргун-ака
Аргун-ака, Аргун-ага (монг. и тюрк. ака, ага — «старший, старший брат, старший в роде»; ? — 17 июня 1275) — монгольский баскак и наместник в Персии с 1243 по 1255 годы, до создания Хулагу на этих территориях собственного улуса.

## Возвышение
Аргун происходил из ойратов. Его отец Тайчу, по сообщению Джувейни, был тысячником в монгольской армии, а по Рашид ад-Дину — бедняком, вынужденным в голодный год обменять сына на говяжью ногу. Джалаир Кадан, в чьи руки Аргун таким образом попал, отправил его вместе со своим сыном на службу в кэшик каана Угэдэя. Освоив уйгурское письмо и став в раннем возрасте одним из секретарей (битикчи) Угэдэя, Аргун был назначен для расследования обвинений, выдвинутых против Коркуза, наместника Хорасана. После, того как с наместника были сняты все обвинения, Аргун был назначен его помощником в управлении делами (нукер) с обязанностями сборщика дани (баскак), с тем чтобы Коркуз «по всем вопросам советовался с ним и ничего не предпринимал бы без его участия». Однако, Коркуз впоследствии уделял мало внимания этому распоряжению, и Аргуну пришлось вернуться на восток.
После смерти Угэдэя (1241) враги Коркуза направили Аргуна арестовать наместника и доставить его в Монголию, где он был предан смерти. По велению Дорегене, вдовы Угэдэя, Аргун стал преемником Коркуза, ответственным за все территории к западу от Амударьи вплоть до Анатолии. Джувейни датирует второе его прибытие в Хорасан 641 г. х. (1243—1244 г. н. э.).

## Управление западными землями
В 1246 году Аргун присутствовал на курултае, где был возведён на престол новый каан Гуюк, утвердивший его в должности. Возвращение Аргуна на запад, где он посетил Азербайджан (историческая область южнее реки Аракс), судя по всему, совпало с папской миссией в этот регион, возглавляемой доминиканцем Асцелином. П. Джексон отождествляет с Аргуном упоминаемого Симоном из Сен-Кентена «magnus consiliarius» по имени «Anguta», который 17 июля 1247 года прибыл в ставку монгольского военачальника Байджу с полномочиями от Гуюка управлять Грузией. П. Пеллио предпочитал видеть в «Anguta» Эльджигидея (Ильчикадая). Но последний, получив от Гуюка приказ принять командование монгольской армией в юго-западной Азии только в сентябре 1247 года (сведения Юань ши), ещё не достиг Ирана ко времени смерти каана, последовавшей в апреле 1248 года. В это время Аргун, отправившийся в Монголию, чтобы противодействовать придворным интригам, встретил его в Средней Азии и был вынужден повернуть назад для обеспечения войск Эльджигидея провизией. Лишь поздним летом 1249 года. Аргун смог возобновить прерванное путешествие и очиститься от обвинений, выдвинутых вдовой Гуюка Огул-Гаймыш. Усилия, предпринятые им, чтобы расположить к себе каждую ветвь правящего рода, позволили ему пережить потрясения следующих нескольких лет, когда многие Угэдэиды и их сторонники, например Эльджигидей, были казнены.
В третий раз отправившись в Монголию в 1251 году, Аргун не успел прибыть к церемонии провозглашения нового каана — Мункэ. Тем не менее, его власть над западными регионами была снова подтверждена и пограничные районы, которые Гуюк доверил Эльджигидею, были возвращены Аргуну. Его четвёртое и последнее путешествие на восток, вызванное возобновлёнными против него заговорами при дворе великого хана, и отправка инспектора для проверки его дел совпали с выступлением на запад большой армии под командованием брата Мункэ Хулагу, который задержал Аргуна на несколько месяцев в Мавераннахре. После того, как Аргун смог продолжить свой путь, ранней весной 1256 года, ему вновь удалось предотвратить происки врагов, хотя, согласно армянскому источнику, он был закован в цепи и спасся только благодаря заступничеству Смбата Орбеляна.
Как и при его предшественнике, Коркузе, при Аргуне служили представители потомственного иранского чиновничества. Среди них был и отец Джувейни, сахиб-диван Баха ад-Дин, замещавший Аргуна во время его отсутствия в 1246 году; сам Джувейни служил при Аргуне десятью годами позже. Благосклонно настроенный к деятельности Аргуна, Джувейни заявляет, что тот положил конец посягательствам войск на мирное население Азербайджана и отменил незаконные налоги, установленные Шереф ад-Дином Хорезми в Хорасане. Однако, до правления Мункэ финансы в Иране были в хаотическом состоянии, что Аргун признал во время своего визита в Монголию в 1251—1252 годах, и его основная роль заключалась в докладе, сделанном великому хану по этому вопросу. Вслед за его возвращением в 1253 году в Хорасане и северо-западном Ирана была проведена перепись и введён новый налог. Это был купчур, первоначально налог на пастбища, собираемый только с кочевников, но теперь распространённый и на оседлое население и превратившийся таким образом в подушную подать; предназначенный для систематизации сбора поступлений, он уже был ранее установлен в Мавераннахре. Это могло вызвать только возмущению среди мусульман — до завоевания подушную подать (джизья) платили только немусульмане. С другой стороны, христианский автор Киракос также не находит благоприятных слов, чтобы описать деяния Аргуна: его жестокость по отношению к армянским князьям, таким как Гасан Джалал, казнённый в 1261 году, сделала его особенно ненавистным.

## Служба ильханам

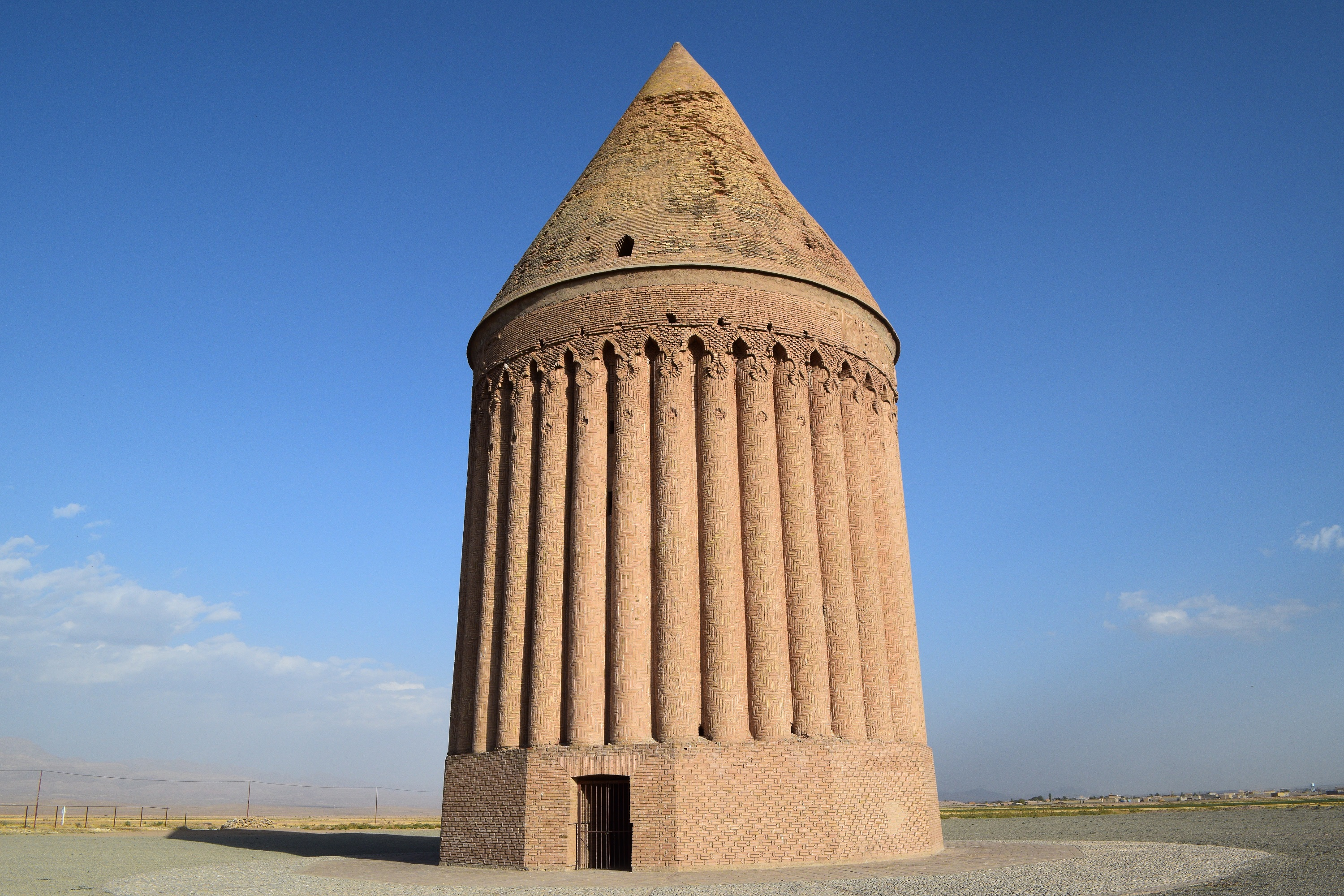
Мил-и Радкан в Хорасане. Предположительное место погребения Аргуна

Из своей последней поездки в Монголию Аргун вернулся на запад, служить Хулагу и его сыну Абаге в качестве откупщика (мукате-и мамалик). 1259—1261 годах он направлял военные операции против восставших князей в Грузии, а позже был послан с Абагой в Хорасан, чтобы способствовать Чагатаиду Алгу в борьбе против Золотой Орды. Он был всё ещё при Абаге, когда тот наследовал Хулагу (1265). Впоследствии Аргун был заместителем брата Абаги Тубшина, наместника Хорасана, принимая участие в войне против вторгнувшихся чагатаидских сил в 1269—1270 годах. Последним зафиксированным его деянием было проведение новой переписи населения в Грузии в 1273 году.
Аргун умер на пастбищах Радкана, близ Туса, 20 зул-л-хиджа 673 / 17 июня 1275 года; он оставил множество сыновей, из которых наиболее известен Ноуруз, военачальник, казнённый в 1297 году при Газане. Ни один другой авторитетный источник не подтверждает заявление Киракоса, что Аргун-ака был мусульманином.

## Наследие
Согласно одной из версий, тюркские аргыны являются потомками Аргун-ака.